# EMMA (ディスクジョッキー)
EMMA（エンマ）は、日本を中心に活動しているDJ、リミキサー。

## 来歴
1985年より音楽活動を始め、主に東京のクラブにてDJとして活動を行う。1980年代末の時点で数多くのイベントのレジデントDJを務めており、その頭角を現したのは他のDJと比べて早かった。
1989年には、イベントオーガナイザーの中でも知名度の高かったCONYが主催したパーティ「コニーズ・パーティ」のレジデントDJに抜擢される。このパーティが日本のみならず海外からも注目を浴びたことによってEMMAの知名度は確立され、後に海外における精力的な活動の試金石となった。
1990年にはスペインのイビサ、1991年以降にはイタリア、イギリスにてプレイを行い、名実ともに日本を代表するハウスDJとしての地位を獲得。さらに、1994年には当時の日本でも屈指のディスコと呼ばれていた芝浦GOLDのレジデントDJに就任し、GOLDが閉鎖されるまでDJプレイを行っている。芝浦GOLD閉鎖後は、六本木VELVETにて土曜日のレジデントDJを務める。HARD、DEEPにこだわらないアグレッシヴ且つソウルフルなプレイで、GOLD無き後のクラブシーンを牽引する。VELVETクローズ後は、「TAKE SERIES」というパーティを定期的に、西麻布YELLOWや新宿LIQUID ROOMにて開催する。このパーティは、毎回海外から著名なDIVA（Judy Cheeks、Rochelle Fleming、Mone'、Dajae、Yavahn、Love To Infinity など）をゲストに迎え、ライヴを行なうというハイ・クオリティで贅沢なものであった。その後、渋谷のMOにて土曜日のレジデントDJを務める。（途中から金曜日へと変更）毎週末、多くのコアなパーティ・ピープルを熱狂させる。
一方、1994年からは音楽制作の活動を始め、川内太郎と共に「MALAWI ROCKS PRODUCTION」を設立。それに呼応する形でリミックスCDリリースの話が舞い込むようになり、1995年にDJミックス・アルバム『EMMA HOUSE』をリリースした。以後、このシリーズは現在までリリースが続いている。
2000年には自身のレーベル兼事務所「NITELIST MUSIC」を設立。現在も「EMMA HOUSE」（京都WORLD、宇都宮PLANET、札幌Acid room等地方開催のみ。東京は2008年6月14日をもって、西麻布YELLOWの閉店に伴い、一旦終了）、渋谷WOMBでの「TROUBLE HOUSE」、新木場STUDIO COASTでの「ULTRA MUSIC」などを中心に、海外でのDJプレイや楽曲制作などを積極的に行っている。

## 概要
活動開始当初よりシカゴ・ハウスから続くハウスをメインストリームとしたプレイを行うことで富に知られている。この傾向は後のハード・ハウスなどといったジャンルの細分化が行われた時期でも変わることはなかった。現在でもその傾向にブレはなく、シカゴ・ハウス、トライバル・ハウスなどを中心に、他のジャンルを織り交ぜた柔軟性の高いプレイを行っている。
また、その他の特徴としてサプライズ的手法をよく好むことで知られている。突然音をカットしたり、逆回しにするなどといったトリッキーなプレイを織り交ぜるスタイルは現在多くのDJが取り入れているが、EMMAはその中でも比較的早い段階でフロアプレイに投入していた。その結果、プレイの中に大きな山や谷を形成する効果を生み、彼のプレイスタイルをさらに個性的にしている。

## アルバム
- 『HOUSEMUZIKLUV "TOKYO" MIXTAPE by DJ EMMA』2020年
- 『EMMA HOUSE XX ~30th Anniversary』2016年
- 『EMMA HOUSE XIX MOUSE-COLORED CAT』2014年
- 『Heartbeat Presents Mixed By DJ EMMA×AIR Vol.2』2013年
- 『Heartbeat Presents Mixed By DJ EMMA×AIR』2012年
- 『EMMA HOUSE 18』2010年
- 『EMMA HOUSE 17』2009年
- 『EMMA HOUSE 16』2009年
- 『EMMA HOUSE 2015』2008年
- 『NITELIST MUSIC MIXED BY DJ EMMA』2007年
- 『EMMA HOUSE 2014: Dj Emma 20thanniversary』2006年
- 『EMMA HOUSE 13』2006年
- 『EMMA HOUSE Rocks: Hmv 15th Anniversary Limited Edition』2005年（HMV限定）
- 『EMMA HOUSE～Live At Yellow～』2005年
- 『EMMA HOUSE 11』2005年
- 『EMMA HOUSE 10』2004年
- 『EMMA HOUSE 9』2003年
- 『ageHa vol.01』2003年
- 『EMMA HOUSE 8』2003年
- 『TRASH DISCO WORKERS』2002年
- 『EMMA HOUSE 7』2000年
- 『VIVA! EMMA HOUSE』2000年
- 『EMMA HOUSE 2000』1999年
- 『EMMA HOUSE 4』1998年
- 『EMMA HOUSE 3』1997年
- 『POSITIVA MATERIAL』1996年
- 『EMMA HOUSE 2』1996年
- 『EMMA HOUSE』1995年

## 公式サイト
- NITELIST MUSIC - 所属レーベル ※音声注意
- EMMA (132286593494703) - Facebook